# نوک‌دراز کوتوله
نوک‌دراز کوتوله (نام علمی: Oedistoma iliolophus) نام یک گونه از سرده نوک‌درازها است.
طول این گونه حدود 13 سانتی‌متر، در حالی‌که طول نوک‌دراز کوتولچه حدود 7 سانتی‌متر است.